# Ove Kindvall
Bengt Ove Kindvall (Norrköping, 1943. május 16. – Sollentuna, 2025. augusztus 5.) svéd válogatott labdarúgó.

## Pályafutása

### Klubcsapatban
1962 és 1966 között a Norrköping csapatában játszott, melynek színeiben 1962-ben és 1963-ban bajnoki címet ünnepelhetett. 1966-ban 20 találattal gólkirályi címet szerzett és még abban az évben megkapta a Guldbollent. 1966 és 1971 között a Feyenoord játékosa volt, melynek tagjaként két bajnoki cím és egy holland kupagyőzelem mellett 1970-ben megnyerte a bajnokcsapatok Európa-kupáját és három alkalommal volt a holland élvonal legeredményesebb játékosa. 1971 és 1974 között ismét a Norrköpinget erősítette. 1975-től 1977-ig az IFK Göteborg labdarúgója volt.

### A válogatottban
1965 és 1974 között 43 alkalommal szerepelt a svéd válogatottban és 16 gólt szerzett. Részt vett az 1970-es és az 1974-es világbajnokságon.

## Sikerei, díjai
Norrköping
- Svéd bajnok (2): 1962, 1963

Feyenoord
- Holland bajnok (2): 1968–69, 1970–71
- Holland kupa (1): 1968–69
- Intertotó-kupa (2): 1967, 1968
- BEK-győztes (1): 1969–70
- Interkontinentális kupagyőztes (1): 1970

Egyéni
- A svéd bajnokság gólkirálya (1): 1966 (20 gól)
- A holland bajnokság gólkirálya (3): 1967–68 (28 gól), 1968–69 (30 gól), 1970–71 (24 gól)
- Guldbollen (1): 1966